# 今村義朗
今村 義朗（いまむら よしろう、英:IMAMURA Yoshiro、1977年〈昭和52年〉3月5日 - ）は、愛知県出身のサッカー審判員。プロフェッショナルレフェリー、VARおよびAVAR担当審判員。

## 来歴
尾西市立第一中学校（現・一宮市立尾西第一中学校）で本格的にサッカーを始め、木曽川高校からルネス学園甲賀健康医療専門学校（現・ルネス紅葉スポーツ柔整専門学校）に進み、同校のサッカー専攻で結成されるルネス学園甲賀サッカークラブでプレー。卒業後は滋賀県社会人サッカーリーグ所属の東レサッカー部で活動した。現役時代のポジションはディフェンダーで、滋賀県代表DFとして大阪国体・神奈川国体と二度の国体に出場し、専門学校時代には天皇杯にも出場した。
2002年に現役引退後は審判員の道を目指し、2004年12月に1級審判員に登録される。翌年の2005年にはJリーグ担当副審となり、開幕戦の柏レイソルVS川崎フロンターレの試合でJリーグ初担当となる。2006年にはJFLの試合を担当し、2007年からは主にJ2を中心に主審を務めており、2010年からはJ1主審に昇格し、更に活動の場を広げている。2011年秋には日本サッカー協会 (JFA) の審判交流プログラムの一環として家本政明と共にフットボール・アソシエーション（FA、イングランドサッカー協会）に派遣され、U-19国際親善試合・U-19イングランド代表対U-19デンマーク代表の主審を担当した。
2020年2月1日より主審の福島孝一郎、副審の西橋勲・野村修と共に、新たにプロフェッショナルレフェリー契約を締結した。

## 経歴
- 1級審判員登録：2004年12月[3]
- Jリーグ(J1)初主審：2010年5月1日 名古屋グランパス対モンテディオ山形戦（名古屋市瑞穂陸上競技場）
- Jリーグ(J1)初副審：2005年3月6日 柏レイソル対川崎フロンターレ戦（日立柏サッカー場）
- Jリーグ(J2)初主審：2007年8月30日 ザスパ草津対サガン鳥栖戦（群馬県立敷島公園県営陸上競技場）
- Jリーグ(J2)初副審：2005年3月19日 湘南ベルマーレ対京都パープルサンガ戦（平塚競技場）
- Jリーグ(カップ戦)初主審：2010年3月31日 横浜F・マリノス対モンテディオ山形戦（三ツ沢公園球技場）

## 議論となった判定
2023年8月19日 J1第24節 ヴィッセル神戸vs柏レイソル（ノエビアスタジアム神戸）
前半22分、神戸MF齊藤未月がFKからの流れでこぼれ球をシュート。これはDFにブロックされるが、こぼれ球をさらに蹴りに行った際、左から柏DFのジエゴ・ジャラ・ロドリゲスがの、右からMF戸嶋祥郎のそれぞれタックルを受けて交錯し、齊藤は転倒。これにより齊藤は左膝が曲がったままピッチに倒れ込み、即座にプレー不可能となり、担架で搬送され退場した。このプレーについて、主審を務めていた今村を含む審判団はノーファールの判断とし、PKや一発退場の可能性によるVARによる介入も行われなかった。
齊藤はその後の診断の結果、膝関節脱臼、左膝複合靱帯損傷（前十字靭帯断裂、外側側副靭帯断裂、大腿二頭筋腱付着部断裂、膝窩筋腱損傷、内側側副靭帯損傷、後十字靭帯損傷）、内外側半月板損傷で全治約1年の選手生命を脅かしかねない重傷を負った。神戸会長の三木谷浩史はSNS投稿で「この選手を守らないで、なんのためのサッカーか、なんのためのヴィッセルかと僕は思う」「これをそのままにするほうが危険だと思う。故意か否かではなく、このような危険なプレーを防ぐためにレッドカードがあるのだと僕は思う。足裏でサンドイッチ。JFAに睨まれようと、なんと言われようとこれはうちのクラブとしては放置はできません」と怒りを露わにし、対応を糾弾した。クラブ側も「選手が安心、安全に全力でプレーできる環境整備」が必要不可欠として、日本協会審判員会に意見書を提出した。
同年8月28日、JFAは東京都内でのレフェリーブリーフィングで本プレイを取り上げ、扇谷健司審判委員会委員長は「あのシーンについていろいろと議論を重ねた。審判委員会の見解はレッドカード。本当にこういったところで正しいジャッジができなかったことを申し訳なく思っている」と審判団の対応に不適切な面があったことを認め、謝罪した。VARが行われなかった理由として「（画像が不鮮明で）ポイント・オブ・コンタクトがわからなかった」ことを理由にあげつつも、齊藤の左膝に大きなダメージがあったことからも、ポイント・オブ・コンタクトとみられる場面は「一度しかない」ため、当該シーンが大怪我につながった接触だとみられるという点も踏まえ、ジエゴの足が齊藤の左膝に接触していたと判断することが可能だと結論づけた。このため、扇谷委員長はジエゴの足が上がっている点を指摘し、ジエゴについてレッドカード、戸嶋についてはノーファウルの見解を示した。扇谷委員長は今回の判定に関与した主審の今村は今後一定期間の試合割り当て停止とし、研修期間を設けることを明らかにした。

## 出場記録
| 国内大会個人成績 | 国内大会個人成績 | 国内大会個人成績 | 国内大会個人成績 | 国内大会個人成績 | 国内大会個人成績 | 国内大会個人成績 | 国内大会個人成績 | 国内大会個人成績 | 国内大会個人成績 | 国内大会個人成績 |
| 年度             | J1               | J1               | J2               | J2               | J3               | J3               | リーグ杯         | リーグ杯         | 天皇杯           | 天皇杯           |
| 年度             | 主審             | 副審             | 主審             | 副審             | 主審             | 副審             | 主審             | 副審             | 主審             | 副審             |
| ---------------- | ---------------- | ---------------- | ---------------- | ---------------- | ---------------- | ---------------- | ---------------- | ---------------- | ---------------- | ---------------- |
| 2005             | 0                | 2                | 0                | 6                | -                | -                | 0                | 0                | 0                | 0                |
| 2006             | -                | -                | -                | -                | -                | -                | -                | -                | 2                | 0                |
| 2007             | 0                | 0                | 5                | 0                | -                | -                | 0                | 0                | 2                | 0                |
| 2008             | 0                | 0                | 14               | 0                | -                | -                | 0                | 0                | 1                | 0                |
| 2009             | 0                | 0                | 23               | 0                | -                | -                | 0                | 0                | 1                | 0                |
| 2010             | 6                | 0                | 18               | 0                | -                | -                | 2                | 0                | 3                | 0                |
| 2011             | 13               | 0                | 8                | 0                | -                | -                | 1                | 0                | 3                | 0                |
| 2012             | 17               | 0                | 8                | 0                | -                | -                | 1                | 0                | 3                | 0                |
| 2013             | 14               | 0                | 12               | 0                | -                | -                | 0                | 0                | 3                | 0                |
| 2014             | 17               | 0                | 6                | 0                | 0                | 0                | 3                | 0                | 2                | 0                |
| 2015             | 13               | 0                | 8                | 0                | 0                | 0                | 1                | 0                | 4                | 0                |
| 2016             | 8                | 0                | 19               | 0                | 0                | 0                | 1                | 0                | 2                | 0                |
| 2017             | 10               | 0                | 14               | 0                | 0                | 0                | 1                | 0                | 3                | 0                |
| 2018             | 12               | 0                | 8                | 0                | 0                | 0                | 3                | 0                | 2                | 0                |
| 2019             | 11               | 0                | 9                | 0                | 0                | 0                | 3                | 0                | 2                | 0                |
| 2020             | 15               | 0                | 8                | 0                | 0                | 0                | 1                | 0                | 1                | 0                |
| 2021             | 25               | 0                | 5                | 0                | 0                | 0                | 5                | 0                | 1                | 0                |
| 2022             | 18               | 0                | 5                | 0                | 0                | 0                | 3                | 0                | 3                | 0                |
| 2023             | 17               | 0                | 4                | 0                | 0                | 0                | 4                | 0                | 3                | 0                |
| 2024             | 17               | 0                | 9                | 0                | 1                | 0                | 4                | 0                | 3                | 0                |
| 通算             | 213              | 2                | 183              | 6                | 1                | 0                | 33               | 0                | 43               | 0                |

- VAR、AVAR、AAR（追加副審）

| 国内大会個人成績 | 国内大会個人成績 | 国内大会個人成績 | 国内大会個人成績 |
| 年度             | VAR              | AVAR             | AAR              |
| ---------------- | ---------------- | ---------------- | ---------------- |
| 2016             | -                | -                | 3                |
| 2017             | -                | -                | 7                |
| 2018             | -                | -                | 5                |
| 2019             | 1                | 1                | 0                |
| 2020             | 1                | 0                | -                |
| 2021             | 15               | 0                | -                |
| 通算             | 17               | 1                | 15               |

- 日本フットボールリーグ(JFL)

| JFL個人成績 | JFL個人成績 | JFL個人成績 |
| 年度        | 主審        | 副審        |
| ----------- | ----------- | ----------- |
| 2003        | 0           | 2           |
| 2004        | 0           | 3           |
| 2005        | 14          | 0           |
| 2006        | 17          | 0           |
| 2007        | 10          | 6           |
| 通算        | 41          | 11          |

- その他の国内公式戦
  - 全国高等学校サッカー選手権 (2007、2009、2011)
  - 富士ゼロックススーパーカップ (2020)

## 決勝担当
| 開催年月日     | 大会                                           | 対戦カード             | 対戦カード         | 結果        | 会場               | 担当  |
| -------------- | ---------------------------------------------- | ---------------------- | ------------------ | ----------- | ------------------ | ----- |
| 2009年8月2日   | 第33回日本クラブユースサッカー選手権大会       | セレッソ大阪U-18       | FC東京U-18         | 1-0         | 三ツ沢公園球技場   | 主審  |
| 2011年2月26日  | FUJI XEROX SUPER CUP 2011                      | 名古屋グランパス       | 鹿島アントラーズ   | 1-1 (PK3-1) | 横浜国際総合競技場 | 第4審 |
| 2013年2月23日  | FUJI XEROX SUPER CUP 2013                      | サンフレッチェ広島     | 柏レイソル         | 1-0         | 国立競技場         | 第4審 |
| 2013年8月17日  | 第37回総理大臣杯全日本大学サッカートーナメント | 明治大学               | 流通経済大学       | 2-3         | 大阪長居スタジアム | 主審  |
| 2013年11月2日  | 2013Jリーグカップ                              | 浦和レッズ             | 柏レイソル         | 0-1         | 国立競技場         | 第4審 |
| 2014年8月17日  | 第38回総理大臣杯全日本大学サッカートーナメント | 法政大学               | 流通経済大学       | 1-2         | 長居球技場         | 主審  |
| 2014年12月7日  | 2014 J1昇格プレーオフ                          | ジェフユナイテッド千葉 | モンテディオ山形   | 0-1         | 味の素スタジアム   | 第4審 |
| 2020年2月8日   | FUJI XEROX SUPER CUP 2020                      | 横浜F・マリノス        | ヴィッセル神戸     | 3-3 (PK2-3) | 埼玉スタジアム2002 | 主審  |
| 2022年10月16日 | 天皇杯 JFA 第102回全日本サッカー選手権大会     | ヴァンフォーレ甲府     | サンフレッチェ広島 | 1-1 (PK5-4) | 日産スタジアム     | 第4審 |
| 2023年2月11日  | FUJIFILM SUPER CUP 2023                        | 横浜F・マリノス        | ヴァンフォーレ甲府 | 2-1         | 国立競技場         | 第4審 |